# Echinopyrrhosia atypica
Echinopyrrhosia atypica är en tvåvingeart som beskrevs av Townsend 1914. Echinopyrrhosia atypica ingår i släktet Echinopyrrhosia och familjen parasitflugor.
Artens utbredningsområde är Peru. Inga underarter finns listade i Catalogue of Life.